# Federazione di rugby a 15 della Nuova Zelanda
New Zealand Rugby è l’organismo di governo del rugby a 15 e del rugby a 7 in Nuova Zelanda.
Fondato nel 1892 come New Zealand Rugby Football Union, è affiliato a World Rugby dal 1948; nel 2000 fu tra i primi membri di Oceania Rugby, la confederazione continentale della disciplina.
Si tratta della federazione più vittoriosa del rugby a 15 internazionale, avendo vinto tre titoli di campione del mondo con la propria nazionale maschile, gli All Blacks, nel 1987, 2011 e 2015, e sei con quella femminile, le Black Ferns, nel 1998, 2002, 2006, 2010, 2017 e 2021
Per quanto riguarda altresì il rugby a 7, la sua selezione maschile, gli All Blacks Seven, vantano la vittoria in tre edizioni della relativa Coppa del Mondo (1993, 2013 e 2018), mentre invece le donne ne hanno vinte due (2013 e 2018) oltre a un'edizione ai giochi del Commonwealth.
Al 2022 la selezione femminile a XV è campione mondiale, mentre quella a VII è campione olimpica.
New Zealand Rugby gestisce anche i Māori All Blacks, composta solo da giocatori che abbiano ascendenza totale o parziale di etnìa maori: benché sia una formazione che non riconosce presenze internazionali ufficiali, si tratta di una delle squadre più temute e rispettate dalle selezioni nazionali in tour in Nuova Zelanda.
Oltre a tali attività, New Zealand Rugby fu cofondatrice nel 1996, insieme alle federazioni di Australia e Sudafrica, del consorzio SANZAR (dal 2016 SANZAAR con l’ammissione dell’Argentina), che organizza il campionato di franchise Super Rugby e il torneo internazionale Rugby Championship in cui le rappresentanti maggiori maschili dei quattro Paesi si incontrano annualmente.
La sede della federazione è a Wellington; al 2022 il presidente, il cui mandato è biennale ed è in carica dal 2021, è Stewart Mitchell; vicepresidente è l'ex giocatrice internazionale Farah Palmer.

## Storia
Il primo incontro documentato di rugby in Nuova Zelanda si tenne nel 1870 e al 1875 risale quello tra squadre provenienti da province diverse (Auckland e Dunedin).
Nel 1879 nacquero le unioni provinciali di Canterbury e Wellington, tutte affiliate alla RFU nella madrepatria britannica.

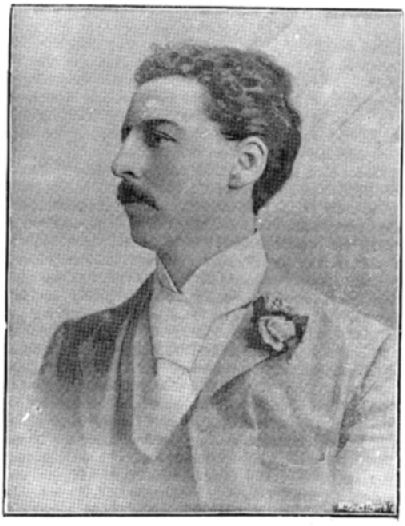
Ernest Hoben, ispiratore e primo segretario della NZRFU

Il 16 aprile 1892 la maggioranza delle federazioni provinciali allora esistenti (tranne Canterbury, Otago e Southland, rimaste legate alla federazione inglese) si riunì per deliberare la fondazione di un organismo nazionale autonomo, che vide la luce con il nome di New Zealand Rugby Football Union o NZRFU.

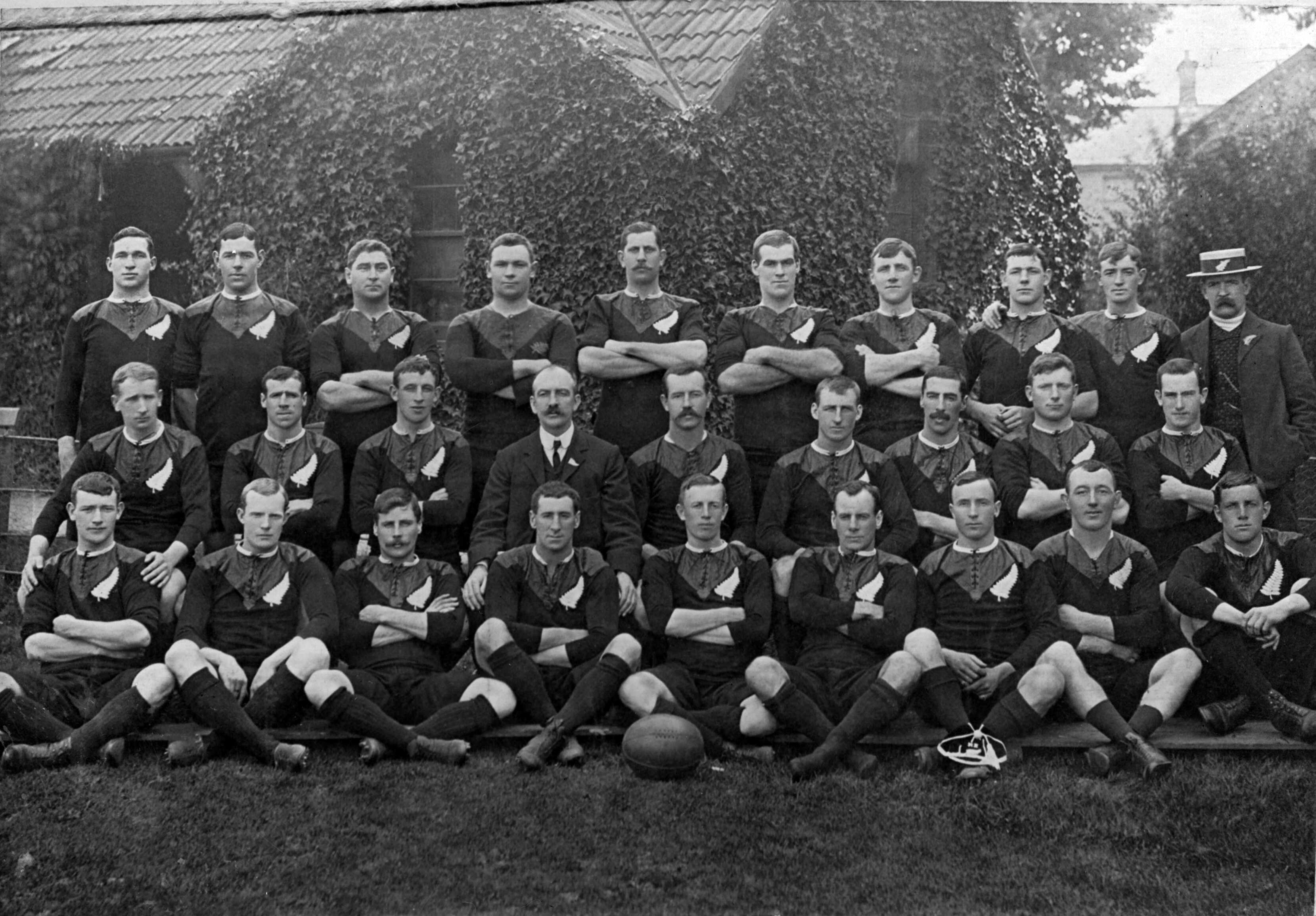
Gli Original All Blacks, prima formazione a visitare l’Emisfero Nord nel 1905

Artefice della nascita della federazione fu Ernest Hoben, rugbista e pugile che, nell’anno precedente alla ratifica della NZRFU, percorse tutte le province del Paese per perorare la necessità di avere un organismo indipendente il cui centro decisionale fosse in Nuova Zelanda (che fino al 1907 fu una colonia del Regno Unito) e non in Inghilterra.
Già nella prima assemblea annuale del 1893 fu decisa l’adozione del nero come colore di gara ufficiale e la selezione della prima nazionale ufficialmente rappresentante la Nuova Zelanda, benché una formazione, legittimata a posteriori come nazionale, avesse effettuato nel 1884 un tour nel Nuovo Galles del Sud.
Nel 1895 anche le tre citate province dissidenti, affiancate da Poverty Bay, Bush, Horowhenua, e West Coast, si affiliarono alla NZRFU.
Nel 1905 la federazione organizzò il primo tour della propria squadra fuori dall’Australasia, una spedizione lunga più di sei mesi che toccò Isole britanniche, Francia e Stati Uniti e contribuì a creare il mito (a posteriori indistruttibile) degli All Blacks: dopo un incontro vinto ad Hartlepool per 63 a zero, l’inglese Daily Mail scrisse che «New Zealand team all backs» («la Nuova Zelanda schiera tutti tre quarti»), sottintendendo che anche gli avanti (in inglese «forwards»), ovvero gli otto giocatori di mischia, mostravano la stessa precisione di passaggio dei tre quarti (i «backs»).
Per via di un refuso di un giornale locale del Somerset dove era in programma un incontro con la locale rappresentativa di contea, la definizione di «all backs» fu erroneamente riportata come «All Blacks», la cui verosimiglianza non fu mai messa in discussione per via delle tenute di gioco completamente nere.
Da quel momento, complice anche il fatto che lo stesso Daily Mail che involontariamente aveva dato origine al nome, lo riprese in occasione della visita in Irlanda dei neozelandesi, il termine All Blacks rimase indissolubilmente legato alla nazionale, tanto da divenire in seguito il suo marchio di fabbrica e, infine, anche registrato.
Nel 1908 la NZRFU presentò domanda d’ammissione all’International Rugby Football Board, ma per quattro decenni la sua istanza rimase disattesa.
La prima guerra mondiale rallentò e infine bloccò l’attività, ma nel 1919 un gruppo di militari neozelandesi, che comprendeva 11 giocatori internazionali, vinse la King’s Cup, torneo ideato dal ministero della Guerra britannico e dalla RFU tra tutte le forze armate dell’ex Impero.
Dopo la seconda guerra mondiale, nel 1948, Nuova Zelanda e Sudafrica ricevettero l’ammissione all’International Rugby Football Board, in anticipo di un anno sull’Australia, che all’epoca ancora non aveva una federazione e lasciava che il N. Galles del Sud la rappresentasse a livello istituzionale.
Nel 1987 la NZRFU organizzò congiuntamente all’Australia la prima Coppa del Mondo di rugby, ospitata da entrambi i Paesi: gli All Blacks furono la prima squadra a diventare campione del mondo battendo in finale la Francia ad Auckland.

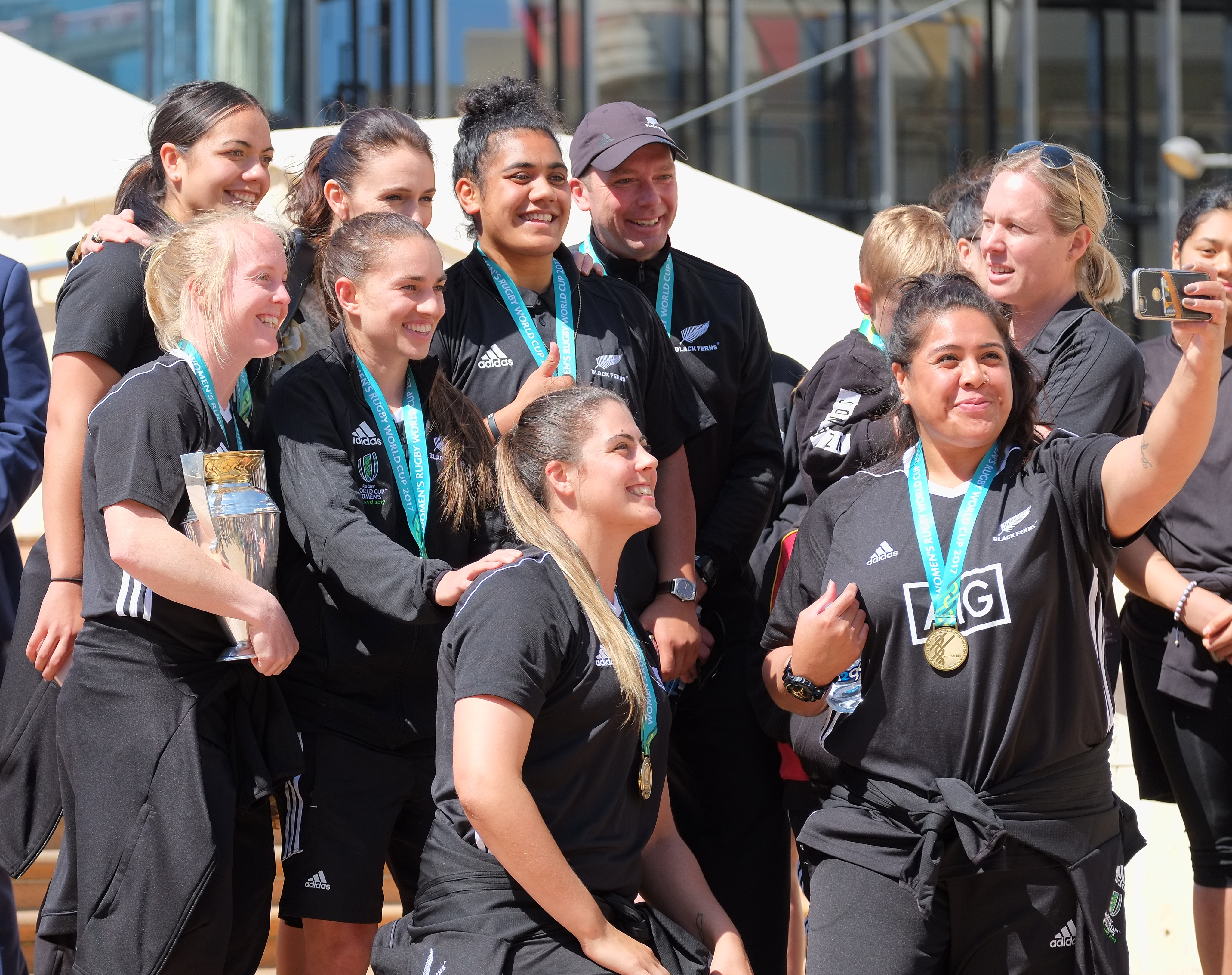
Le Black Ferns festeggiano la vittoria nella Coppa del Mondo 2017

Nel 1990 la federazione tenne a battesimo la propria selezione femminile in un torneo da essa organizzato a Christchurch, il World Rugby Festival for Women o RugbyFest, una kermesse che vedeva invitate a confrontarsi con le Black Ferns le nazionali di Paesi Bassi, Stati Uniti e Unione Sovietica in un torneo quadrangolare.
Un anno più tardi le giocatrici parteciparono alla Coppa del Mondo di rugby femminile 1991 giungendo fino alla semifinale.
A seguito dell’apertura del rugby a 15 al professionismo decretata nel 1995, la NZRFU istituì insieme alle federazioni australiane e sudafricane il consorzio SANZAR (acronimo di South Africa, New Zealand and Australia Rugby) allo scopo di gestire calendari e diritti televisivi di competizioni di club e internazionali tra le squadre facenti capo a tali Paesi; fu così che nacquero il Super 12 (oggi Super Rugby), competizione per franchise, e il Tri Nations (oggi Rugby Championship dopo l’ingresso dell’Argentina in ragione di cui nel 2016 il consorzio assunse il nome di SANZAAR).
Nel 1998 la NZRFU divenne campione mondiale anche nel rugby femminile, quando le Black Ferns sconfissero gli Stati Uniti nella finale della Coppa del Mondo ad Amsterdam.
Nel 2000 l’International Rugby Board diede vita al proprio ramo continentale in Oceania, la FORU (oggi Oceania Rugby) e la NZFRU fu tra le prime aderenti.
Nel 2006 la federazione cambiò ufficialmente nome in New Zealand Rugby Union (acronimo NZRU), tenuto per sette anni fino al 2013, quando fu adottato il nome di New Zealand Rugby insieme a un nuovo logo associativo.
Nel nuovo millennio il rugby neozelandese ha visto la vittoria di ulteriori cinque coppe del Mondo della nazionale femminile (2002, 2006, 2010 e 2021), mentre gli All Blacks dovettero attendere il torneo del 2011 disputato in casa per vincere la propria seconda Coppa, in finale di nuovo contro la Francia come 24 anni prima; nel 2015 in Inghilterra la squadra ribadì la propria supremazia vincendo la sua seconda coppa consecutiva e terza assoluta in finale sull’Australia.
Sia le 6 Coppe delle Black Ferns che le 3 degli All Blacks costituiscono i record delle rispettive competizioni.
Per quanto riguarda invece il rugby a 7, ugualmente di competenza di New Zealand Rugby, anche le tre vittorie maschili su 7 edizioni di torneo e le due femminili su 3 edizioni costituiscono record per le rispettive competizioni.
Tutte e quattro le citate formazioni furono fino al 2019 campioni del mondo in carica; in tale data gli All Blacks non riuscirono a difendere il titolo, vinto dal Sudafrica nella Coppa del Mondo 2019 in Giappone.

## Competizioni
Al 2022 la federazione organizza i campionati nazionali provinciali maschili e femminili: il National Provincial Championship è un torneo nazionale riservato alle squadre maschili delle federazioni provinciali che compongono New Zealand Rugby; il suo equivalente femminile è la Farah Palmer Cup, torneo istituito nel 2006 come Women’s Provincial Championship e ribattezzato nel 2017 in onore di Farah Palmer, ex giocatrice tre volte campionessa del mondo.
Tramite SANZAAR New Zealand Rugby è parte in causa del Super Rugby, torneo interconfederale aperto a franchise geografiche di Nuova Zelanda, Australia, Sudafrica, Argentina e Giappone; a livello internazionale, altresì, tramite la citata organizzazione è coinvolta nel Rugby Championship, competizione annuale che si svolge tra le squadre nazionali maschili di Nuova Zelanda, Australia, Sudafrica e Argentina.

## Riconoscimenti
Limitatamente solo all’attività delle nazionali maggiori, New Zealand Rugby può vantare quindici titoli di miglior squadra nazionale dell'anno di cui dieci conferiti agli All Blacks (2005-2006, 2008, 2010-2016), uno alle Black Ferns (2017) e quattro agli All Blacks Seven (2002-2004, 2007).
Per quanto riguarda invece la categoria di miglior giocatore dell’anno, sia in ambito maschile che femminile la Nuova Zelanda vanta più vittorie di qualsiasi altra federazione in termini di trofei assegnati.
Gli uomini insigniti del titolo sono Dan Carter (3 volte), Richie McCaw (idem), Beauden Barrett (2 volte), Kieran Read e Brodie Retallick (una volta ciascuno), per un totale di 10 titoli su 17 assegnati dal 2001 a tutto il 2017.
Tra le donne invece spiccano Kendra Cocksedge e Portia Woodman, insignite di un titolo ciascuna.